# 非线性元件
在电子电路中，非线性元件（英語：nonlinear element），或称非线性器件（nonlinear device）是电流-电压关系为非线性的电子元件。例如，在二极管中，通过晶体管的电流是其两端电压的非线性函数
{\displaystyle I=I_{0}exp(V/V_{T})}
在有的电子电路中，非线性元件需要尽量避免，以免信号流经器件后发生失真。在某些条件下（如双极性晶体管的放大区），器件的电流电压关系为近似线性，这样可以方便进行分析与设计。